# 卡特集團股份
卡特集團股份有限公司，簡稱卡特集團股份，以及卡特集團（英語：Carter & Carter Group plc），在1992年由已故菲利普·卡特創立。當時在英國經營各種另類培訓行業。
曾在2005年於倫敦證券交易所上市，但由於創辦人在2007年去世，加上管理不善，於是進行業務重組，現時由Newcastle College旗下管理。